# Vltavín
Vltavín neboli moldavit je drahý kámen, přírodní zeleně zbarvené sklo s charakteristickou strukturou povrchu zvanou skulptace. Vltavíny jsou jediné evropské tektity, horniny vzniklé v důsledku dopadu meteoritu. Nejbohatší naleziště se nacházejí v jižních Čechách v oblastech kolem řeky Vltavy (německy „Moldau“).

## Objevení
Roku 1787 přednesl profesor Karlovy univerzity doktor Josef Mayer zprávu o zajímavém objevu nedaleko Týna nad Vltavou. Z tohoto panství pocházelo několik přírodních skel, o kterých se ale pan profesor domníval, že se nejspíš jedná o chryzolity sopečného původu. Brzy se však ukázalo, že se jedná o jiný zvláštní materiál a podle německého názvu Týna nad Vltavou Moldauthein (odvozeného z německého jména Vltavy Moldau) je kustod sbírek Národního muzea v Praze Franz Xaver Maxmilian Zippe od roku 1836 nazýval moldavity. Český ekvivalent vltavín se objevil o více než 50 let později, v době Jubilejní zemské výstavy roku 1891. Ve 20. století pak byly zařazeny do skupiny tektitů, přičemž až ve 2. polovině 20. stol. byl definitivně prokázán způsob jejich vzniku.

## Výskyt

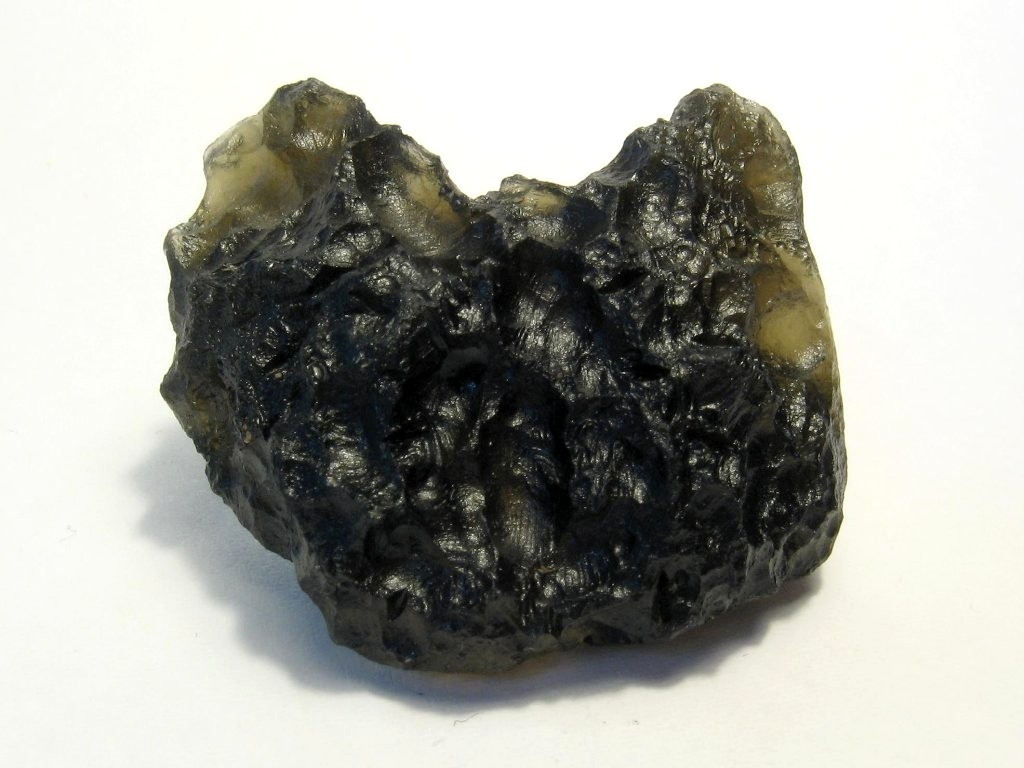
Moravský vltavín

Hlavní oblastí nalezišť vltavínů je horní povodí Vltavy, a to zejména pás lokalit mezi Prachaticemi a Trhovými Sviny. Přibližně 100 let po objevu v Čechách byly vltavíny nalezeny na Moravě, kde se vyskytují převážně ve střední oblasti toku řeky Jihlavy. Někdy se nazývají moravity (jedná se o nepoužívaný, možná pomístní název; odborné publikace ho neznají, cizojazyčné pracují s názvem moldavit). Na Moravě popsali lokality s výskytem vltavínů badatelé František Dvorský a Rudolf Dvořák. Další méně významné lokality byly objeveny v Chebské pánvi, v okolí Drážďan i v sousedním Rakousku, v jihozápadním Polsku a ojedinělé nálezy v zaniklé pískovně v Praze Kobylisích, které čítají 2 kusy, a na Mělnicku, jenž je ve sbírce Národního muzea.
Podobná přírodní skla (tektity) se nacházejí ještě na třech místech na světě, ale jen vltavíny jsou z této skupiny průhledné a jasně zelené, a tedy použitelné jako šperkové kameny („drahokamy“).
Naleziště v okolí Vltavy ohrožují kopáči, kteří vltavíny aktivně hledají. Lze je však pouze volně sbírat se souhlase majitele pozemku, výkopy bez státního povolení jsou nelegální, v případě opakovaného porušení jde o trestný čin.
Legálně se vltavíny těží ve štěrkopískovém lomu v obci Chlum a u Besednice, kde českokrumlovské Muzeum vltavínů provozuje zážitkovou těžbu pro veřejnost.

## Vlastnosti

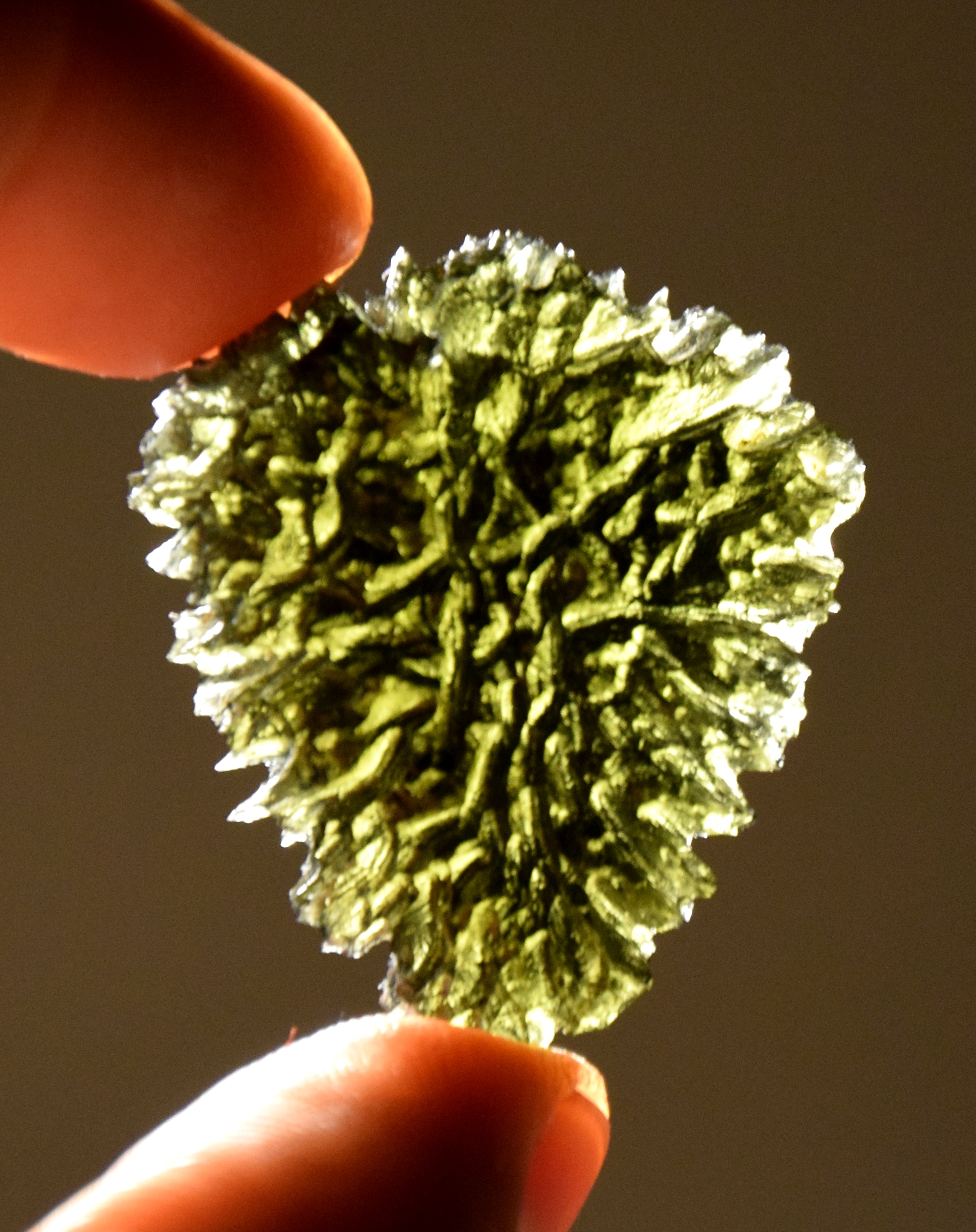
Vltavín z Besednice

Vltavíny jsou chemicky téměř totožné s jílovitými horninami, ale na rozdíl například od sopečných skel neobsahují téměř žádnou vodu. Vltavínové sklo obsahuje jisté „vady“, a to v podobě vzduchových bublinek, které jsou časté převážně u jihočeských vltavínů. Bublinky bývají drobné, a to řádově jen desetiny milimetru, ale podařilo se objevit i bubliny přes 1 centimetr dlouhé. Tlak v těchto bublinách je až překvapivě nízký, a sice 19 až 25krát nižší, než je tlak u hladiny moře, což vede k domněnce, že vltavíny vznikly v prostředí, kde panuje nižší tlak (jako například vyšší vrstvy atmosféry). U některých vltavínů jsou dokonce patrné stopy po průletu atmosférou v podobě aerodynamického zaoblení.

## Sbírky

### Mineralogické sbírky

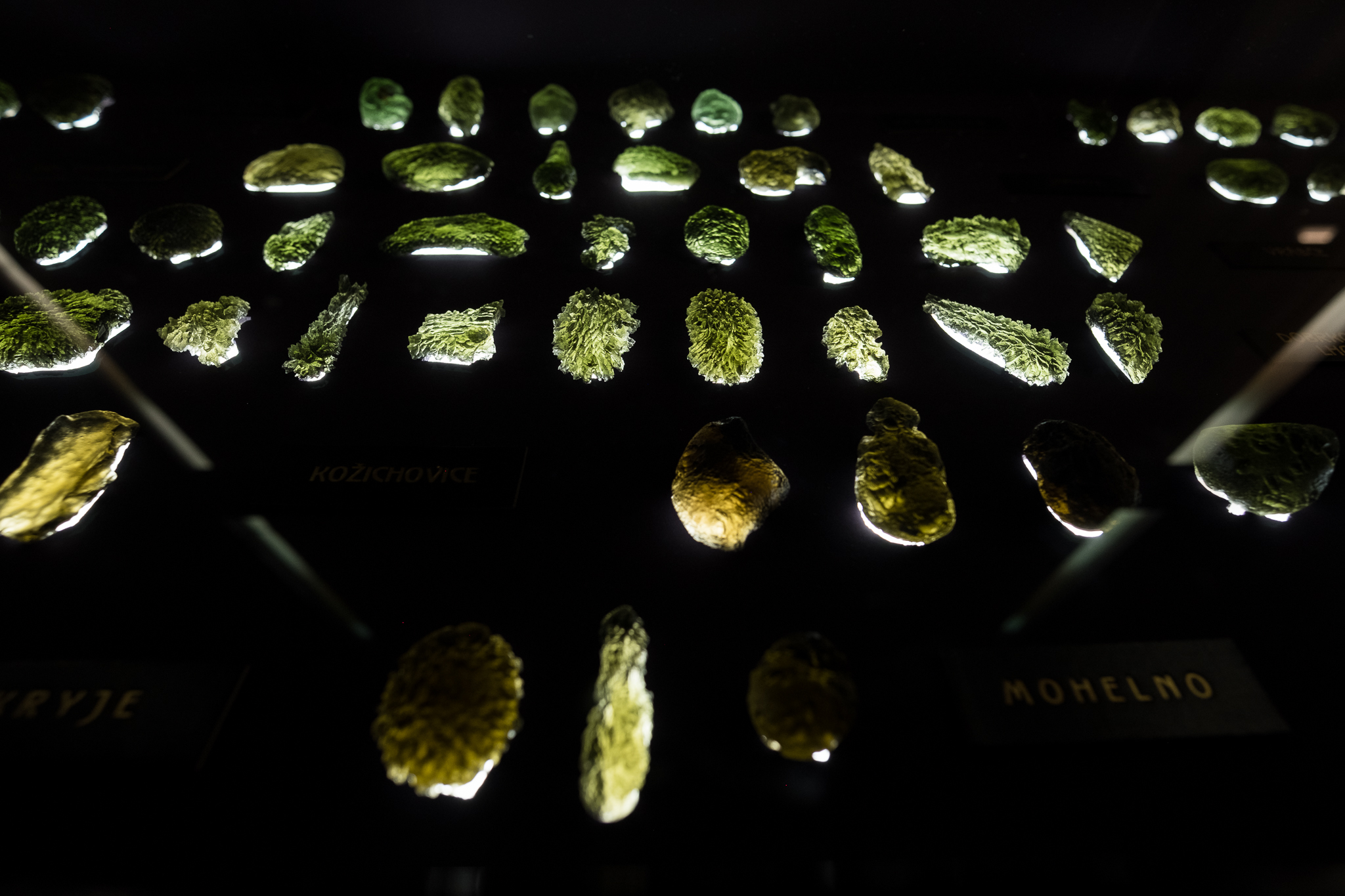
Expozice vltavínů v Národním muzeu v Praze

Největší sbírka vltavínů je umístěna v Národním muzeu v Praze, další menší sbírky je možné zhlédnout v Moravském zemském muzeu v Brně, v Jihočeském muzeu v Českých Budějovicích, v Městském muzeu v Týně nad Vltavou, také v Muzeu Vysočiny v Třebíči je velká sbírka tektitů a vltavínů. Ve sbírce je vltavín ze Štěpánovic (232,5 g), největší vltavín, jaký lze spatřit v muzejní sbírce. Jediné muzeum věnované přímo vltavínům (a kosmickým impaktům) s nádhernou sbírkou vltavínů bylo v červnu 2013 otevřeno v Českém Krumlově.
Mnohé z nich jsou ale umístěny v soukromých sbírkách po celém světě. Odhaduje se, že celkový počet všech spadlých vltavínů je 20 milionů kusů o celkové hmotnosti přibližně 275 tun (jiný zdroj uvádí až 300 tun). Velké množství vltavínů bylo splaveno do řek, byly transportovány a následně pak uloženy v sedimentech, kde byly miliony let naleptávány agresivními přírodními roztoky. Naleptávání nestejně odolného povrchu tektitů pak mělo za následek různě členitou a hlubokou vrásčitost jednotlivých kousků, kterou nazýváme skulptace. Vltavíny se dnes nacházejí převážně na polích, pod nimiž leží písčitá vrstva původních sedimentů, odkud se dostávají na povrch během hluboké orby. Nevýhodou však často je poškození během orby, a tak jsou mnohem cennější nálezy z pískoven, kde je však šance na objev mnohem menší (1 až 3 na metr krychlový).
Největší nalezený vltavín na území České republiky byl objeven u Slavic a váží 265,5 gramu. Průměrná hmotnost vltavínu nalezeného v Čechách je však pouze 6,7 gramu a u moravitů objevených na Moravě je průměrná hmotnost rovna 13,5 gramu.

### Umělecko-historické sbírky

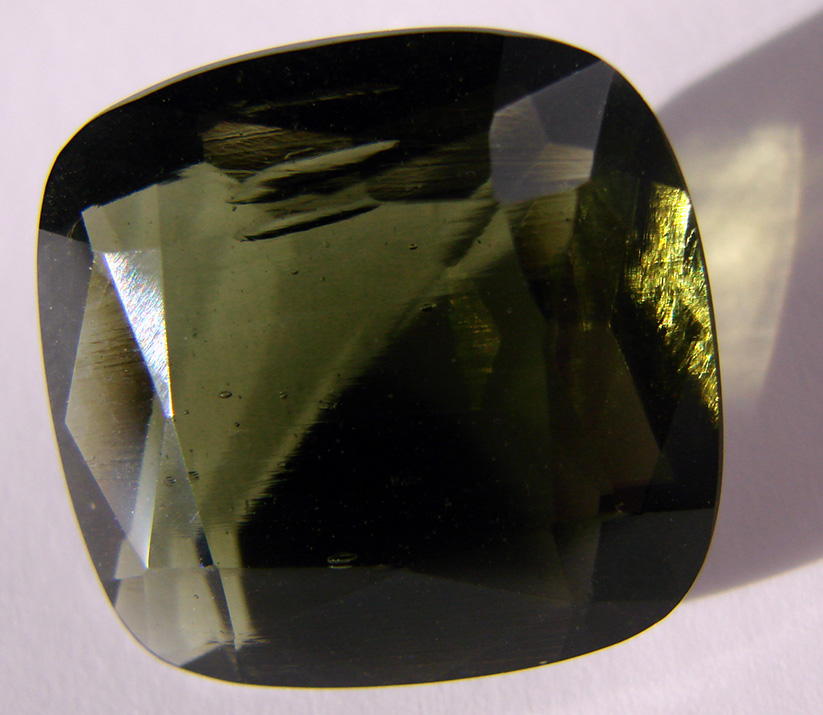
Broušený vltavín

Ojediněle se vltavín zasazoval do klenotů či šperků od doby barokní, většinou teprve od druhé poloviny 19. století.
Největší sbírku historických šperků s českými vltavíny mají Národní muzeum v Praze (oddělení starších českých dějin) a Uměleckoprůmyslové museum v Praze. Moderní a současný šperk sbírají Uměleckoprůmyslové muzeum v Praze a Moravská galerie v Brně. Jednotlivé exempláře ve svých sbírkách mají Jihočeské muzeum v Českých Budějovicích, Muzeum Českého ráje v Turnově a další regionální muzea.

#### Největší vltavíny nalezené v Čechách
- Jakule u Nových Hradů – 211 g – Jihočeské muzeum, České Budějovice
- Černěves – 150 g – Muzeum vltavínů, Český Krumlov
- Radomilice – 142,5 g – soukromá sbírka (1980)
- Dubenec – 130,7 g – soukromá sbírka (1985)
- Radomilice – 125,0 g – soukromá sbírka (1985)
- Strpí – 110,89 g – o rozměrech 65,2 × 46,4 × 30,5 mm – Národní muzeum (1976)
- Strpí – 172,2 g – soukromá sbírka
- Dobrkovská Lhota – 171,0 g – tvar činka – soukromá sbírka

#### Největší vltavíny nalezené na Moravě
- Slavice – 265,5 g – L. Šabata, Jihlava (1971) o rozměrech 100 × 45 × 30 mm
- Terůvky – 235,0 g – R. Dvořák (1913)
- Štěpánovice – 232,5 g – Muzeum Vysočiny Třebíč[10]

## Teorie vzniku
Podle nejpravděpodobnější teorie vznikly vltavíny společně se vznikem Rieského kráteru, který nalezneme mezi Norimberkem, Stuttgartem a Mnichovem a uprostřed něhož se nachází středověké městečko Nördlingen. V městečku je muzeum kráteru, nechybí v něm ani vitrína s vltavíny. Celý kráter má oválný tvar připomínající šestiúhelník se zaoblenými tvary. Středem Rieského kráteru prochází Švábská tektonická linie, která je v jeho západní části velmi dobře patrná. Průměr kráteru je 24 kilometrů. Odhaduje se, že Rieský meteorit měřil v průměru asi 1 kilometr. Podobně jako u jiných míst dopadu není tento kráter v okolí jediný (36 kilometrů na jihozápad se nalézá Steinheimský kráter o průměru 3,8 kilometru, což svědčí o rozpadu jednoho tělesa při průletu atmosférou na dvě, případně o vlétnutí dvou těles do atmosféry).
V bezprostřední době po dopadu patrně byla celá oblast Čech pokryta vltavíny. (Toto tvrzení neodpovídá kumulaci vltavínů v jednotlivých oblastech. Mnohem spíše se jednalo o jednotlivé proudy tekutého materiálu, které vystříkly určitými směry danými geomorfologickým uspořádání v místě dopadu...)

## Zajímavosti
V jižních Čechách dle lidové tradice býval s vltavíny spojen i jistý svatební obřad, kdy mladý ženich musel dát vltavín nastávající nevěstě jako důkaz svých hlubokých citů.
Přírodní nevybroušený vltavín byl také údajně součástí platinového šperku, který měla dostat královna Alžběta II. darem od švýcarské vlády, ale jeho existence je neověřitelná.